# Le Pin, Charente-Maritime

Le Pin este o comună în departamentul Charente-Maritime, Franța. În 1 ianuarie 2022 avea o populație de 71 de locuitori.